# Albert Tomàs
Albert Tomàs i Sobrepera (* 19. Dezember 1970 in Barcelona) ist ein ehemaliger spanischer Fußballspieler.

## Karriere
Tomàs begann seine Karriere 1991 bei FC Barcelona. 1993 wechselte er zu UE Lleida. Am Ende der Saison 1993/94 stieg der Verein in die zweiten Liga ab. 1994 wechselte er zu Albacete Balompié. Am Ende der Saison 1995/96 stieg der Verein in die zweiten Liga ab. 1997 wechselte er zum Zweitligisten CD Toledo. 1998 wurde er an den japanischen Erstligisten Vissel Kōbe ausgeliehen. 1999 kehrte er nach Toledo zurück. 1999 wechselte er zum Zweitligisten UD Levante. 2001 wechselte er zu Gimnàstic de Tarragona. Am Ende der Saison 2001/02 stieg der Verein in die dritten Liga ab. Von 2002 bis 2004 war er bei CE Sabadell unter Vertrag.